# Winter-Paralympics 1984
| Medaillenspiegel               | Medaillenspiegel   | Medaillenspiegel | Medaillenspiegel | Medaillenspiegel | Medaillenspiegel |
| Platz                          | Land               | Goldmedaille     | Silbermedaille   | Bronzemedaille   | Gesamt           |
| ------------------------------ | ------------------ | ---------------- | ---------------- | ---------------- | ---------------- |
| 1                              | Österreich         | 34               | 19               | 17               | 70               |
| 2                              | Finnland           | 19               | 9                | 6                | 34               |
| 3                              | Norwegen           | 15               | 13               | 13               | 41               |
| 4                              | BR Deutschland     | 10               | 14               | 10               | 34               |
| 5                              | Vereinigte Staaten | 7                | 14               | 14               | 35               |
| 6                              | Schweden           | 7                | 2                | 5                | 14               |
| 7                              | Schweiz            | 5                | 16               | 16               | 37               |
| 8                              | Frankreich         | 4                | 2                | –                | 6                |
| 9                              | Polen              | 3                | 2                | 8                | 13               |
| 10                             | Kanada             | 2                | 8                | 4                | 14               |
| Vollständiger Medaillenspiegel |                    |                  |                  |                  |                  |

Die III. Winter-Paralympics wurden unter der Bezeichnung 3. Weltwinterspiele der Körperbehinderten vom 14. bis 20. Januar 1984 in der österreichischen Stadt Innsbruck ausgetragen, da sich Sarajevo nicht in der Lage sah, Spiele für behinderte Sportler auszurichten. Nur der Riesenslalom für körperbehinderte Sportler wurde als Demonstrationssportart in Sarajevo durchgeführt. Erstmals standen die Paralympics unter der Schirmherrschaft des IOC.

## Teilnehmer
| Europa (320 Athleten aus 16 Nationen)                                                                      | Europa (320 Athleten aus 16 Nationen)                                           | Europa (320 Athleten aus 16 Nationen)                                                 |
| --- | ------------------------------------------------------------------------------- | ------------------------------------------------------------------------------------- |
| - Belgien (3) - BR Deutschland (31) - Dänemark (5) - Finnland (30) - Frankreich (16) - Großbritannien (22) | - Italien (7) - Jugoslawien (10) - Niederlande (6) - Norwegen (37) - Polen (16) | - Österreich (59) - Schweden (22) - Schweiz (50) - Spanien (4) - Tschechoslowakei (2) |
| Amerika (73 Athleten aus 2 Nationen)                                                                       |                                                                                 |                                                                                       |
| - Kanada (22)                                                                                              | - Vereinigte Staaten (51)                                                       |                                                                                       |
| Asien (15 Athleten aus 1 Nation)                                                                           |                                                                                 |                                                                                       |
| - Japan (15)                                                                                               |                                                                                 |                                                                                       |
| Ozeanien (11 Athleten aus 2 Nationen)                                                                      |                                                                                 |                                                                                       |
| - Australien (3)                                                                                           | - Neuseeland (8)                                                                |                                                                                       |
| (Anzahl der Athleten) * erstmalige Teilnahme an Winter-Paralympics                                         |                                                                                 |                                                                                       |

## Sportarten
Eisschlittenrennen wurden neu in das Programm aufgenommen, nachdem sie vier Jahre zuvor als Demonstrationswettbewerb ausgetragen wurden.
- Eisschlittenrennen
- Ski Alpin
- Skilanglauf